# Соловей (поезд)
«Солове́й» (№ 105/106) — ночной фирменный (с 1 февраля 2010) скорый поезд Российских железных дорог, курсировавший по маршруту Курск — Москва — Курск. В 2005—2008 годах название «Соловей» носил также поезд № 81/82 сообщением Курск — Санкт-Петербург. Ранее для поезда № 105/106 часто использовалось неофициальное название «Курский соловей».
Поезд принадлежал Московской железной дороге, формировался Московским филиалом ОАО «Федеральная пассажирская компания».

## Общие сведения
Поезд курсировал ежедневно. Время отправления из Москвы — 22:35, прибытие в Курск на следующее утро в 06:25. Обратный поезд отправляется из Курска в 22:25 и прибывает в Москву в 06:07 утра следующего дня. Маршрут проходит по главному ходу Московской железной дороги через Орёл и Тулу. Общая протяжённость маршрута составляет 537 км.
При прибытии поезда № 105 и отправлении поезда № 106 по вокзальному радио станции Курск транслируется «Курский вальс» (композитор — Лев Ильич Ингорь, автор слов — Юрий Лебедев) в исполнении Геннадия Чебанова.

## Оформление и оснащение
В 2002—2008 годах поезд «Соловей», как и прочие фирменные поезда имел индивидуальную раскраску. Вагоны поезда были выкрашены в зелёный цвет с жёлтой полосой в центре (между окнами). Жёлтая полоса отделялась от основной раскраски двумя белыми полосами. В верхней части вагона нанесена надпись «Соловей». После лишения поезда «фирменности» данные вагоны продолжали эксплуатироваться в составе поездов № 105/106 и № 81/82. На данный момент произведена замена «старых» жёлто-зелёных вагонов «новыми» с «корпоративной» раскраской ОАО РЖД (серебристо-серые с красным логотипом РЖД). Интерьер новых вагонов выполнен в серых цветах, в соответствии с новой раскраской.

## История
В 2002 году фирменный поезд № 105/106 «Соловей» («Курский соловей») был обновлён. Был произведён косметический ремонт вагонов и заменено техническое оснащение поезда. В том же году «Соловей» был выбран вторым после поезда Россия показательным поездом РЖД.
20 июня 2005 года название «Соловей» и статус фирменного получил поезд № 81/82 сообщением Курск — Санкт-Петербург, находящийся в одном обороте с поездом № 105/106.
С 10 ноября 2008 года с поездов № 105/106 и № 81/82, в связи с несоответствием некоторых вагонов требованиям к фирменным поездам, была снята «фирменность».
С 1 февраля 2010 года поезд № 105/106 «Соловей» вновь получил статус «фирменного».
Подборка материалов о поезде «Соловей» хранится в музее «Курский соловей» в Курске.
С 27 декабря 2014 года поезд № 105/106 «Соловей» исчез из расписания движения поездов.
Вместо него 15 января 2015 года появился новый фирменный поезд № 105Х/106Х «Москва — Орёл — Курск», который объединил два фирменных поезда — «Тургенев» и «Соловей» с изменёнными временами прибытия и отправления.

## Маршрут движения
Ниже приведён график движения поездов 105 и 106 по состоянию на июль 2011 года.
| Название станции                   | Время прибытия | Стоянка | Время отправления | Расстояние, км | Общее время в пути |
| ---------------------------------- | -------------- | ------- | ----------------- | -------------- | ------------------ |
| Москва-Курская (Курский вокзал)    | —              | —       | 22:12             | 0              | —                  |
| Тула-1-Курская (Московский вокзал) | 01:00          | 00:04   | 01:54             | 194            | 2:48               |
| Орёл                               | 03:25          | 00:12   | 03:37             | 383            | 5:13               |
| Змиёвка                            | 04:10          | 00:02   | 04:12             | 425            | 5:58               |
| Глазуновка                         | 04:26          | 00:12   | 04:38             | 445            | 6:14               |
| Малоархангельск                    | 04:53          | 00:01   | 04:54             | 460            | 6:41               |
| Поныри                             | 05:03          | 00:17   | 05:30             | 469            | 6:51               |
| Возы                               | 05:35          | 00:02   | 05:37             | 485            | 7:23               |
| Золотухино                         | 05:49          | 00:02   | 05:51             | 498            | 7:37               |
| Свобода                            | 06:05          | 00:02   | 06:07             | 514            | 7:53               |
| Курск                              | 06:30          | —       | —                 | 536            | 8:18               |

| Название станции                   | Время прибытия | Стоянка | Время отправления | Расстояние, км | Общее время в пути |
| ---------------------------------- | -------------- | ------- | ----------------- | -------------- | ------------------ |
| Курск                              | —              | —       | 22:15             | —              | —                  |
| Свобода                            | 22:38          | 00:02   | 22:40             | 23             | 0:23               |
| Золотухино                         | 22:53          | 00:02   | 22:55             | 39             | 0:38               |
| Возы                               | 23:07          | 00:02   | 23:09             | 52             | 0:52               |
| Поныри                             | 23:23          | 00:10   | 23:33             | 68             | 1:08               |
| Малоархангельск                    | 23:42          | 00:02   | 23:44             | 77             | 1:27               |
| Глазуновка                         | 23:59          | 00:02   | 00:01             | 92             | 1:44               |
| Змиёвка                            | 00:15          | 00:02   | 00:17             | 112            | 2:00               |
| Орёл                               | 00:50          | 00:12   | 01:02             | 154            | 2:35               |
| Тула-1-Курская (Московский вокзал) | 03:22          | 00:04   | 03:26             | 343            | 5:07               |
| Москва-Курская (Курский вокзал)    | 06:06          | —       | —                 | 537            | 7:51               |